# Herrarnas förföljelse i bancykling vid olympiska sommarspelen 2004
Herrarnas individuella förföljelse i bancykling vid olympiska sommarspelen 2004 ägde rum i Athens Olympic Sports Complex.

## Medaljörer
| Event                 | Guld                           | Silver                | Brons                 |
| Herrarnas förföljelse | Bradley Wiggins Storbritannien | Brad McGee Australien | Sergi Escobar Spanien |

## Resultat

### Kvalifikation
20 augusti klockan 16:30
| Rank | Namn                     | Tid        | Plats |
| ---- | ------------------------ | ---------- | ----- |
| 1    | Yuriy Yuda (KAZ)         | 4:29.676   | 14    |
| 1    | Hossein Askari (IRI)     | 4:39.302   | 15    |
| 2    | Linas Balciunas (LTU)    | 4:22.392   | 9     |
| 2    | Vasili Kiryienka (BLR)   | 4:29.005   | 13    |
| 3    | Carlos Castaño (ESP)     | 4:27.871   | 12    |
| 3    | Levi Heimans (NED)       | DNS        | —     |
| 4    | Volodymyr Dyuda (UKR)    | 4:18.169 Q | 5     |
| 4    | Christian Lademann (GER) | 4:26.760   | 11    |
| 5    | Fabien Sanchez (FRA)     | 4:20.606 Q | 8     |
| 5    | Alexei Markov (RUS)      | 4:25.520   | 10    |
| 6    | Bradley Wiggins (GBR)    | 4:15.165 Q | 1     |
| 6    | Luke Roberts (AUS)       | 4:19.353 Q | 7     |
| 7    | Rob Hayles (GBR)         | 4:17.930 Q | 4     |
| 7    | Robert Bartko (GER)      | 4:18.991 Q | 6     |
| 8    | Sergi Escobar (ESP)      | 4:16.862 Q | 2     |
| 8    | Brad McGee (AUS)         | 4:17.510 Q | 3     |

### Matchomgångar
Heat 1
| Rob Hayles (GBR)      | 4:19.559 Q | (3:a) |
| Volodymyr Dyuda (UKR) | 4:22.720   | (7:a) |

Heat 2
| Brad McGee (AUS)    | 4:17.978 Q | (2:a) |
| Robert Bartko (GER) | 4:26.184   | (8:a) |

Heat 3
| Sergi Escobar (ESP) | 4:19.581 Q | (4:a) |
| Luke Roberts (AUS)  | 4:20.336   | (5:a) |

Heat 4
| Bradley Wiggins (GBR) | 4:17.215 Q | (1:a) |
| Fabien Sanchez (FRA)  | 4:21.235   | (6:a) |

### Medaljmatcher
Bronsmatch
| Sergi Escobar (ESP) | 4:17.947 |
| Rob Hayles (GBR)    | 4:22.291 |

Final
| Bradley Wiggins (GBR) | 4:16.304 |
| Brad McGee (AUS)      | 4:20.436 |